# Engystomops
Engystomops is een geslacht van kikkers uit de familie fluitkikkers (Leptodactylidae) en de onderfamilie Leiuperinae. De groep werd voor het eerst wetenschappelijk beschreven door Jiménez de la Espada in 1872. Later werd de wetenschappelijke naam Microphryne gebruikt.
Er zijn negen soorten, inclusief de pas in 2010 wetenschappelijk beschreven soort Engystomops puyango. Alle soorten komen voor in zuidelijk Noord-Amerika, Midden-Amerika en Zuid-Amerika tot in Bolivia.

## Taxonomie
Geslacht Engystomops
- Soort Engystomops coloradorum
- Soort Engystomops freibergi
- Soort Engystomops guayaco
- Soort Engystomops montubio
- Soort Engystomops petersi
- Soort Engystomops pustulatus
- Soort Engystomops pustulosus – Tungarakikker
- Soort Engystomops puyango
- Soort Engystomops randi

Onderfamilie Leiuperinae

Edalorhina · Engystomops · Physalaemus · Pleurodema ·  Pseudopaludicola

Onderfamilie Leptodactylinae

Adenomera · Hydrolaetare · Leptodactylus · Lithodytes

Onderfamilie Paratelmatobiinae

Crossodactylodes · Paratelmatobius · Rupirana · Scythrophrys